# یان اینار تورسن
یان اینار تورسن (انگلیسی: Jan Einar Thorsen؛ زادهٔ ۳۱ اوت ۱۹۶۶) اسکی‌باز آلپاین اهل نروژ است.